# Superoxid cesný
Superoxid cesný je anorganická sloučenina, superoxid cesia, za pokojové teploty oranžová pevná látka.

## Příprava
Superoxid cesný se připravuje spalováním cesia v nadbytku kyslíku.
Cs + O2 → CsO2

## Vlastnosti
Superoxid cesný má stejnou krystalovou strukturu jako karbid vápenatý. Obsahuje přímá spojení mezi atomy kyslíku.
S vodou vytváří peroxid vodíku a hydroxid cesný.
2 CsO2 + 2 H2O → O2 + H2O2 + 2 CsOH
Při teplotách kolem 400 °C se tato látka rozkládá na peroxid cesný.
Reakcí s ozonem se superoxid cesný mění na ozonid cesný.
CsO2 + O3 → CsO3 + O2